# Crème brûlée
Crème brûlée (dobesedno »zažgana smetana«) je slaščica, sestavljena iz bogate kremaste osnove, ki jo prekriva trša plast karameliziranega sladkorja. Običajno jo postrežemo rahlo ohlajeno; toplota, ki nastane pri karameliziranju, segreje vrh kreme, medtem ko sredina ostane hladna. V francoski kuhinji je osnova za crème brûlée tradicionalno aromatizirana z vaniljo, lahko pa ima tudi druge arome. Včasih je okrašena s sadjem. Dejansko je enaka izvirni katalonski smetani (crema catalana).